# صديق عابر
صديق عابر (بالإنجليزية: The Pickup) هي رواية من تأليف الكاتبة الجنوب إفريقية نادين غورديمير، الحاصلة على جائزة نوبل في الأدب لعام 1991، صدرت عام 2001، وترجمها إلى العربية باسل المسالمة وصدرت عن الهيئة العامة السورية للكتاب. تسلط الرواية الضوء على قضايا الهجرة غير الشرعية، والهوية الثقافية، والتفاوت الطبقي بين الغرب والشرق، من خلال قصة حب تنشأ بين مهاجر عربي غير شرعي وفتاة أمريكية من طبقة أرستقراطية تعيش في جنوب أفريقيا.

## نبذة
تتمحور الرواية حول شخصية إبراهيم، الشاب العربي الذي يعيش مهاجراً غير شرعي في جنوب أفريقيا، ويعمل متخفياً في ورشة لتصليح السيارات مستخدماً اسماً مستعاراً لتجنّب الضرائب والملاحقة القانونية بعد انتهاء مدة إقامته. في هذا السياق يلتقي بـ"جولي"، الفتاة الأمريكية الشابة، التي تنتمي إلى عائلة ثرية ومتحررة.تتطور العلاقة بين إبراهيم وجولي لتتحول إلى حبّ عاطفي رغم الفوارق الثقافية والاجتماعية، إلا أن تلك العلاقة تُواجَه برفض اجتماعي وطبقي، سواء من طرف صاحب الورشة أو من والد جولي الأرستقراطي، إضافةً إلى الشرطة التي تطارد إبراهيم بسبب وضعه القانوني. وعلى الرغم من كل الضغوط، تصر جولي على الوقوف إلى جانبه، بل وتقرر مرافقة إبراهيم إلى بلاده حين يُضطر إلى المغادرة.

## التحول الثقافي
تصل الرواية إلى ذروتها حين تنتقل جولي إلى بلد إبراهيم العربي، حيث تبدأ بالتماس الواقع اليومي في بيئة فقيرة ومختلفة جذرياً عن حياتها السابقة في نيويورك. وتبدو دهشتها جلية في وصف الكاتبة لتجربة جولي في الشرق، كما في قولها: «كان هناك بيع وشراء في كل مكان وكانت النساء المتدثرات بالأسود يمشين بتثاقل معهن أطفال يقفزون هنا وهناك...». وتتابع الرواية وصفها لرد فعل جولي على تفاصيل الحياة الشرقية: «خارج الامتداد العشوائي للحظائر والمباني نصف المكتملة أو نصف المنهارة.. رأت جولي لأول مرة رجلين مسنين يتشاركان النرجيلة أو الشيشة التي ظهرت في الرسوم التوضيحية لقصص شهرزاد».وتتعرض الرواية أيضاً لمظاهر الفاقة والبؤس في الأسواق المحلية، حيث تقول جولي مستغربةً: «لماذا يلقي العالم بهذه الأشياء البشعة هنا؟ ألا يمكن للناس صنع أشياء أفضل بكثير لأنفسهم؟».ورغم كل هذه التحديات، تتأقلم جولي مع الواقع الجديد، وتستبدل وسائل الراحة الحديثة كالحمام الرشاش بوعاء نحاسي يسخن على الحطب، وتعيش تجربة الأسرة الشرقية المتماسكة التي كانت تفتقدها في أسرتها المتفككة في نيويورك. تشارك في الحياة المحلية بتعليم اللغة الإنجليزية وتتعلّم بعض مفردات العربية، متمسكة بحبها لإبراهيم والمجتمع الجديد.بعد مرور سنتين على حياتهما المشتركة في الشرق، يلحّ إبراهيم على جولي لمغادرة البلد والهجرة إلى الولايات المتحدة. ومع أنها كانت تفضل البقاء، إلا أنها تستجيب له في النهاية، ويحصلان على تأشيرة دخول إلى أمريكا. تنتهي الرواية بعودة الاثنين إلى الغرب، لكن جولي تحمل في داخلها أثراً عميقاً لتجربة إنسانية وثقافية غيرت نظرتها إلى العالم.

## القضايا الرئيسية
تعالج الرواية عدة قضايا كبرى، من بينها:
- الاغتراب الثقافي بين الشرق والغرب.
- التفاوت الطبقي والاجتماعي داخل المجتمعات.
- أزمة الهوية لدى المهاجرين.
- علاقة الحب كتجربة إنسانية عابرة للحدود والجغرافيا.[7][8]